# Los invitados
Los invitados es una película del año 1987, dirigida por Víctor Barrera y protagonizada por Lola Flores, Amparo Muñoz y Pablo Carbonell. Está basada en la novela homónima de Alfonso Grosso sobre el crimen del cortijo de Los Galindos en la localidad de Paradas, provincia de Sevilla, en 1975.

## Argumento
La mafia inglesa de la droga, al serle expropiadas sus plantaciones de marihuana en Marruecos, decide enviar a uno de los suyos al sur de España para conseguir nuevos terrenos donde plantar la droga. El enviado, un exlegionario, simula una avería en su Jaguar y llega hasta un cortijo andaluz, donde se gana la confianza del capataz, también ex legionario. El capataz, con la ayuda de su amante y del novio de ésta, siembra la marihuana en medio de un gran algodonal. Pero cuando están a punto de recoger la cosecha, la esposa del capataz, por escrúpulos de conciencia, convence a su marido para que incendie el campo de droga. 

## Reparto
| Actor               | Personaje              |
| ------------------- | ---------------------- |
| Amparo Muñoz        | La Catalana            |
| Pablo Carbonell     | Tony, el Inglés        |
| Raúl Fraire         | El Capataz             |
| Lola Flores         | La Capataza            |
| Pedro Reyes         | El Canijo, tractorista |
| Sonia Martínez      | Beatriz                |
| Idilio Cardoso      | Pedro                  |
| Antonio Somoza      | Pereira                |
| María Luisa Borruel | María                  |
| Ignacio del Amo     |                        |
| Mabel Escaño        | La Roja                |
| Ivan de Lucas       | Líder de pandillas     |
| Rosalía Jiménez     | Madre de la Catalana   |
| Eulogio Serrano     | Cobrador               |
| Paco Tous           |                        |
| Ana Wagener         |                        |

## Premios
- Premios Goya 1988: Raúl Alcover, nominación a la mejor música original.

- Datos: Q20870851